# Idesia
Genre
Classification phylogénétique
Idesia est un genre de plantes à fleurs de la famille des Flacourtiacées en classification classique, ou de la famille des Salicacées en classification phylogénétique APG III (2009), dont les espèces sont originaires de Chine, de Corée et du Japon.

## Description
Il s'agit d'un genre d'arbres caducs, dioïques.
Les feuilles sont alternes, cordiformes.
Les inflorescences sont des panicules terminaux.
Les fleurs sont unisexuées à cinq (mais aussi 3 ou 6) sépales imbriqués, sans pétale.
Les fleurs mâles portent de nombreuses étamines, aussi longues que les sépales. Elles sont plus grandes que les fleurs femelles (1,2 mm de diamètre).
Les fleurs femelles portent des étamines embryonnaires et stériles, comtant autant de styles que de sépales (5 généralement - 3 ou 6 parfois), avec de nombreux ovules.
Les fruits sont des baies en grappe, à nombreuses graines.

## Espèces
La liste des espèces est issue à la fois de l'index IPNI (The international plant names index) et Tropicos (index du jardin botanique de Saint Louis du Missouri) à la date de mai 2012 :
- Idesia fargesii Oliv. : voir Idesia polycarpa var. fargesii (Oliv.) Franch.
- Idesia fujianensis G.S.Fan (1995) : voir Idesia polycarpa var. fujianensis (G.S.Fan) S.S.Lai
- Idesia polycarpa Maxim. (1866)
  - Idesia polycarpa var. fargesii (Oliv.) Franch.
  - Idesia polycarpa var. fujianensis (G.S.Fan) S.S.Lai (1999)
  - Idesia polycarpa var. intermedia Pamp. (1910)
  - Idesia polycarpa var. latifolia Diels (1900)
  - Idesia polycarpa var. longicarpa S.S.Lai (1999)
  - Idesia polycarpa var. vestida Diels (1900)

## Historique et position taxinomique
Le genre est décrit en 1866 par Carl Maximowicz. Il le dédie à Eberhard (Evert) Ysbrants Ides (1657 - 1708), un explorateur hollandais ayant fait le voyage à la fin du XVIIe siècle de Moscou à Pékin. Il le place dans la famille des Flacourtiacées.
Ce genre a un homonyme Idesia Scop. de la famille des Ébénacées, dont le nom actuel est Ropourea Aubl. ou Diospyros L.
Ce genre a été reversé dans la famille des Salicacées par la classification AGP II en 2003, déplacement confirmé par la classification phylogénétique APG III (2009) en 2009 (la classification AGP maintenait la famille des Flacourtiacées).